# رنگینک‌نمای بال‌نواری
رنگینک‌نمای بال‌نواری (نام علمی: Piprites chloris) نام یک گونه از سرده رنگینک‌نماها است.